# Joel Rocha
Joel Tiago Gonçalves Rocha, noto semplicemente come Joel Rocha (Covilhã, 18 ottobre 1981), è un allenatore di calcio a 5 portoghese.

## Biografia
Si laurea in Istruzione di Base (variante della facoltà di educazione fisica) presso il Politecnico di Castelo Branco con una tesi denominata "Psicomotricità nel contesto scolatsico - vantaggi e benefici".
Successivamente consegue un master in educazione fisica (Università di Beira Interior) con una tesi dal titolo "L'influenza dello stile di leadership dell'allenatore sul rendimento individuale e collettivo" con riferimento alla Nazionale portoghese.

## Carriera
Inizia la carriera di allenatore nel 2003 nel settore giovanile dell'ACD Carapalha.
La stagione successiva passa all'Estação, diventando tecnico della formazione femminile.
Tra il 2005 e il 2009 fa parte dello staff del Fundão, come vice, tecnico delle giovanili e, negli ultimi due anni, anche della formazione femminile.
Dopo essere tornato per una stagione all'Estação, nel 2010 è nominato primo allenatore del Fundão. Rimane alla guida degli amaranto per i successivi 4 anni, vincendo all'ultima stagione la Taça de Portugal (primo trofeo nella storia del club).
Nell'estate 2014 è chiamato alla guida del Benfica, dove rimane per sette stagioni vincendo due campionati. Nell'estate del 2021 si separa dal Benfica; dopo mezzo anno di inattività, nel novembre seguente viene nominato allenatore del Braga in sostituzione dell'esonerato Bruno Guimarães.

## Palmares
- Campionato portoghese: 2

Benfica: 2014-15, 2018-19
- Coppa di Portogallo: 3

Fundão: 2013-14
Benfica: 2014-15, 2016-17
- Taça da Liga: 2

Benfica: 2017-18, 2018-19
- Supertaça del Portugal: 2

Benfica: 2015, 2016